# Semën Konstantinovič Timošenko
Semën Konstantinovič Timošenko (in russo Семён Константинович Тимошенко?, in ucraino Семе́н Костянти́нович Тимоше́нко?, Semen Kostjantynovyč Tymošenko; Furmanivka, 18 febbraio 1895, 6 febbraio del calendario giuliano – Mosca, 31 marzo 1970) è stato un generale e politico sovietico.
Fu un comandante militare sovietico, era un ufficiale superiore di professione dell'Armata Rossa all'inizio dell'invasione nazista dell'Unione Sovietica nel 1941.

## Biografia
Timošenko era nato da una famiglia di contadini a Furmanivka, vicino ad Odessa, nell'Ucraina meridionale, fu coscritto nell'esercito dell'Impero russo nel 1915. Prestò servizio in cavalleria sul fronte occidentale durante la prima guerra mondiale e allo scoppio della rivoluzione russa nel 1917 parteggiò per i rivoluzionari, unendosi all'Armata Rossa nel 1918 e al partito bolscevico nel 1919.
Durante la guerra civile russa Timošenko combatté su vari fronti, fra cui Caricyn (più tardi rinominata Stalingrado), dove incontrò Stalin di cui diventò amico e sostenitore, che gli assicurò un rapido avanzamento di carriera. Nel 1920-21 era nella 1ª armata di cavalleria agli ordini di Semën Budënnyj.
Dopo la guerra civile e quella polacco-sovietica, Timošenko divenne il comandante delle forze di cavalleria dell'Armata Rossa, quindi comandante in Bielorussia (1933), a Kiev (1935), nel Caucaso settentrionale (1937) a Charkiv (1937), e nuovamente a Kiev (1938). Nel 1939 diventò il comandante di tutta la regione occidentale di confine e guidò il fronte ucraino durante l'invasione sovietica della Polonia orientale, durante la campagna di Polonia. Nello stesso periodo diventò membro del Comitato esecutivo centrale del partito comunista.
Negli stessi anni furono compiute le grandi purghe staliniane, durante le quali furono giustiziati tre dei cinque marescialli dell'Unione Sovietica: Michail Tuchačevskij, Aleksandr Egorov, e Vasilij Bljucher. Dato che i due marescialli rimasti, Budënnyj e Kliment Vorošilov erano amici di Stalin senza grandi abilità militari, Timošenko diventò l'alto ufficiale di professione dell'Armata Rossa con più esperienza.
Nel gennaio del 1940 Timošenko prese il comando delle armate sovietiche che stavano combattendo in Finlandia nella guerra d'inverno, che era iniziata a novembre dell'anno precedente ed era stata sino ad ora condotta disastrosamente da Vorošilov. Sotto la guida di Timošenko i sovietici sfondarono la linea Mannerheim che proteggeva l'istmo di Carelia. A marzo la Finlandia firmò la pace con l'URSS. Tale successo fece crescere la reputazione di Timošenko e, nel maggio del 1940 fu nominato commissario del popolo per la Difesa e divenne maresciallo dell'Unione Sovietica.
Timošenko era un comandante competente che sosteneva l'urgente necessità di modernizzare l'Armata Rossa in vista dell'imminente scontro con la Germania nazista. Riuscì a vincere l'opposizione dei più conservatori e intraprese la meccanizzazione dell'esercito e l'incremento della produzione di carri armati. Reintrodusse anche la tradizionale severa disciplina dell'esercito russo zarista.
Quando i tedeschi invasero l'Unione Sovietica nel giugno del 1941, Stalin prese il posto di commissario della Difesa e inviò Timošenko al fronte centrale, dove combatté ritirandosi dalla frontiera fino a Smolensk, soffrendo pesanti perdite ma riuscendo a salvare comunque il grosso delle sue truppe per la difesa di Mosca. A settembre, fu trasferito in Ucraina, dove l'Armata Rossa aveva subito 1,5 milioni di perdite nei grandi accerchiamenti di Uman' e Kiev; qui riuscì a stabilizzare il fronte.
Nel maggio del 1942 Timošenko, con 640.000 uomini, lanciò una controffensiva a Charkiv, il primo tentativo sovietico di riprendere iniziativa. Dopo un iniziale successo sovietico i tedeschi respinsero colpendo il fianco meridionale che era esposto; l'offensiva fu bloccata e i sovietici riportarono 200.000 perdite. Nonostante che l'offensiva avesse rallentato l'avanzata tedesca a Stalingrado, Timošenko dovette riconoscere le proprie responsabilità per il fallimento.
Il successo del generale Georgij Žukov nella difesa di Mosca nel dicembre 1941 persuase Stalin che Žukov era un comandante migliore di Timošenko. Nel 1942 Stalin rimosse Timošenko dal comando in prima linea e gli diede incarichi secondari di comando a Stalingrado (giugno 1942), sul fronte nordoccidentale (ottobre 1942), a Leningrado (giugno 1943), nel Caucaso (giugno 1944), e nella regione baltica (agosto 1944).
Dopo la guerra Timošenko fu comandante dell'esercito sovietico in Bielorussia (marzo 1946), negli Urali meridionali (giugno 1946), e nuovamente in Bielorussia (marzo 1949). Nel 1960 fu nominato ispettore generale del ministero della Difesa, una carica in gran parte onorifica, e dal 1961 presiedette il Comitato di Stato per i veterani di guerra. Morì a Mosca nel 1970.
Fu due volte Eroe dell'Unione Sovietica (marzo 1940 e 1965), fu insignito di numerose altre decorazioni tra le quali, il prestigioso Ordine della Vittoria (1945), cinque volte dell'Ordine di Lenin, Ordine della Rivoluzione di Ottobre, cinque volte dell'Ordine della Bandiera Rossa e tre volte dell'Ordine di Suvorov.